# Aleksis Kivi

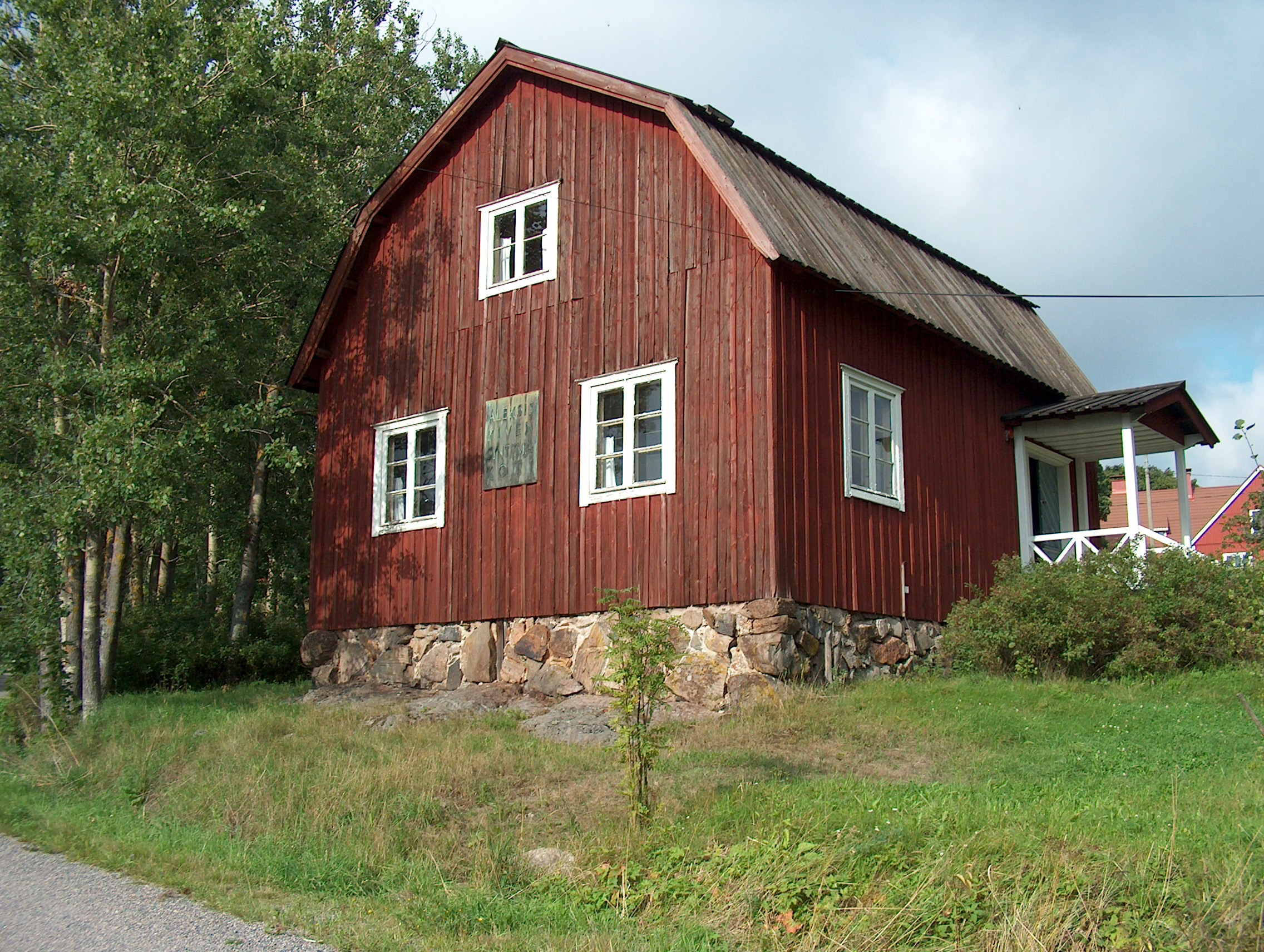
Stenvallsgården i Palojoki by, Alexis Kivis födelsehem.

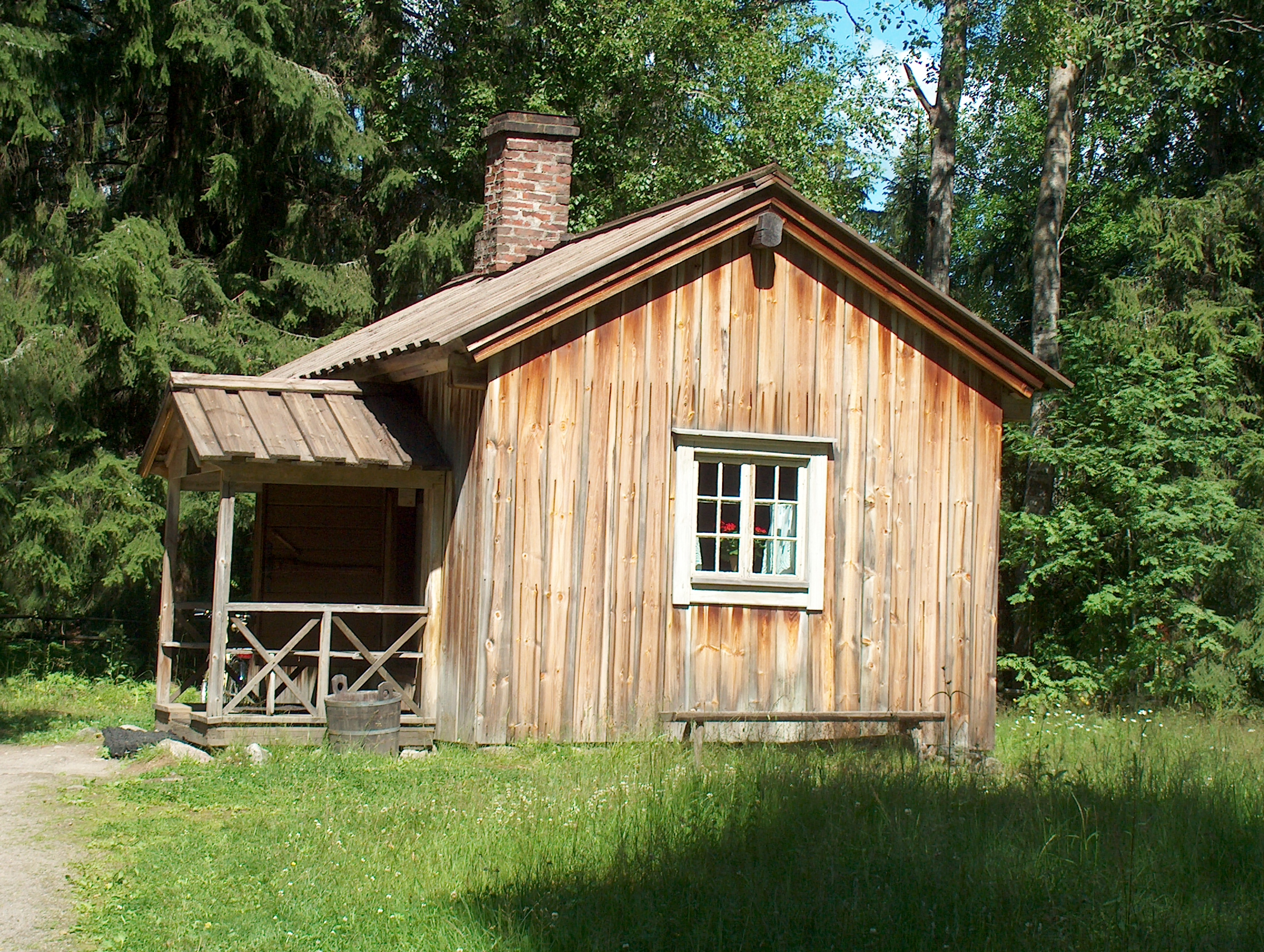
Syvälahti i Tusby kommun, Alexis Kivis dödsstuga.

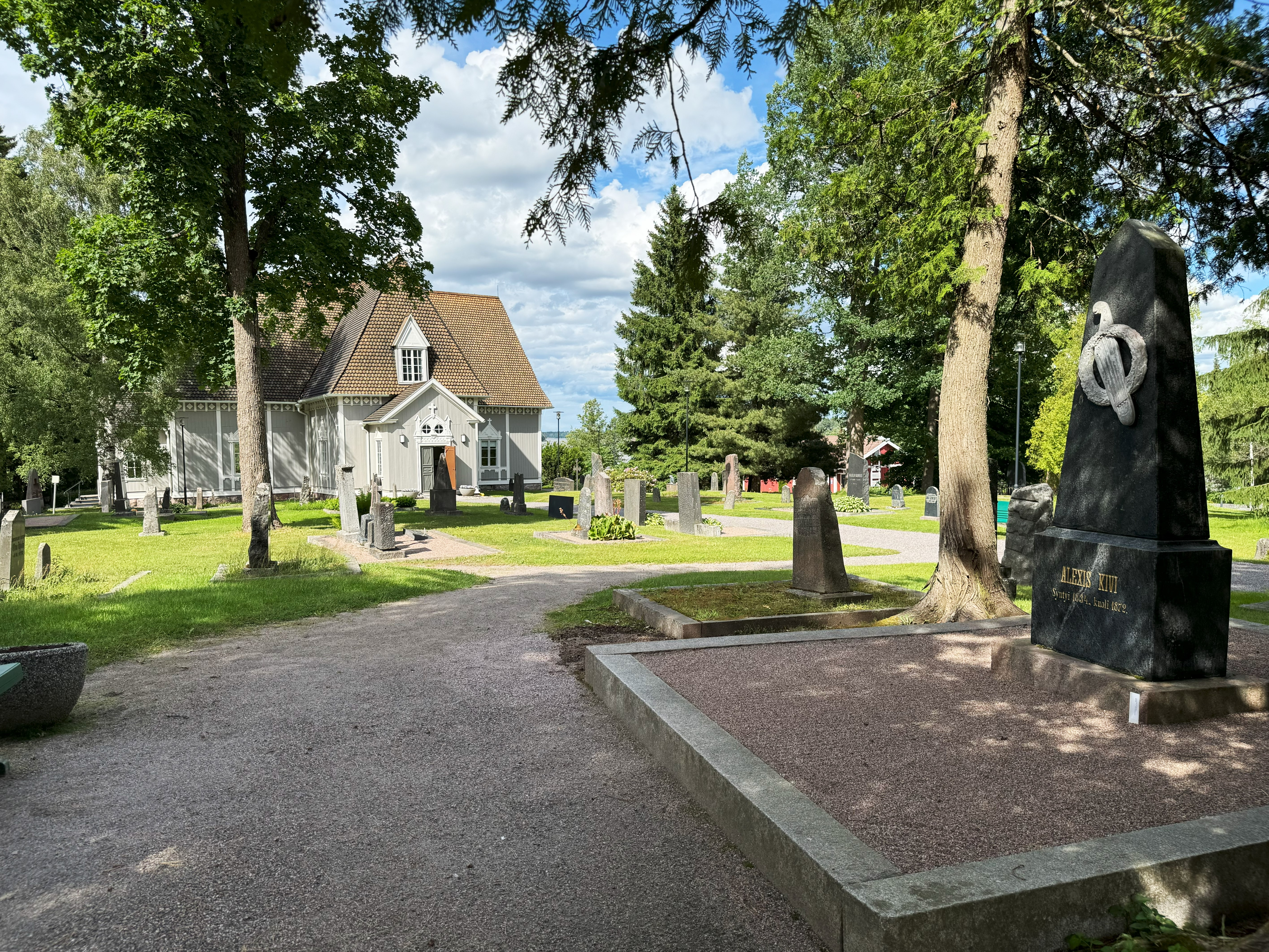
Aleksis Kivis grav i Tusby kyrkas gamla kyrkogård

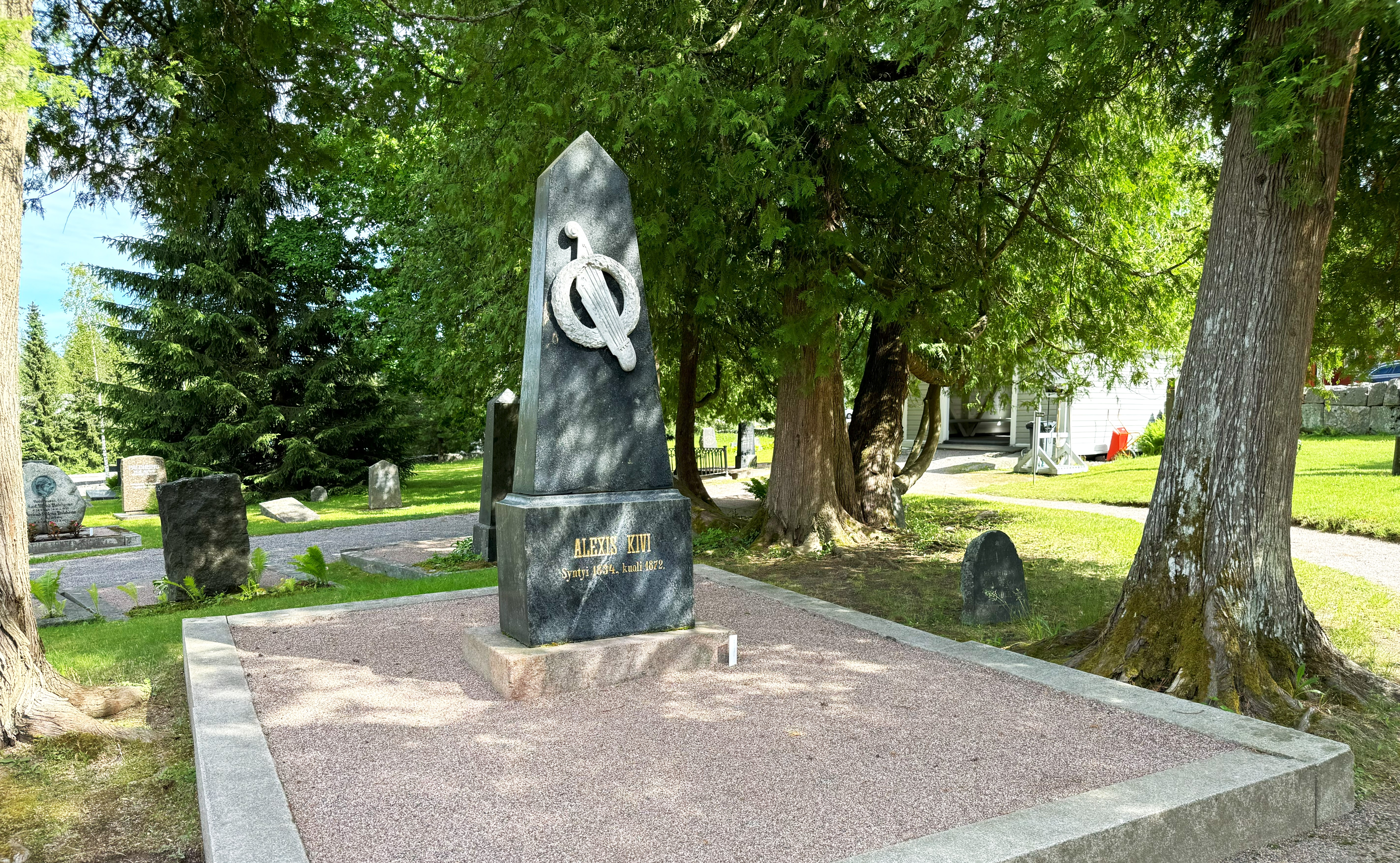
Graven

Aleksis Kivi, egentligen Alexis Stenvall, född 10 oktober 1834 i Palojoki by i Nurmijärvi socken, Nyland, död 31 december 1872 i Syvälahti i Tusby kommun, var en finländsk författare och dramatiker. 

## Biografi
Då Kivi inledde sin produktion fanns inte någon finskspråkig litterär tradition, endast enstaka andra författare skrev på finska. Kivi var tvungen dels att utveckla det finska språket, dels att möta fördomarna mot finska som litterärt språk.
Kivis modersmål var finska, men i hans barndomshem talades också svenska, och i skolan läste Kivi svenska.
Ordet Kivi betyder sten.
Kivi var son till byskräddaren Erik Johan Stenvall och Anna-Kristina Hamberg. Han hade tre äldre bröder och en yngre syster Agnes (som dog när hon var 13 år). Han kom som tolvåring till Helsingfors och var en tid lärjunge i Högre svenska elementarläroverket. Tack vare sin språkbegåvning lärde han sig snabbt svenska. Rektor på läroverket var skalden och kritikern Fredrik Cygnaeus. Kivi tog efter mycket om och men studenten hösten 1857.
Kivi bidrog också under pseudonymen B.F.G. med lyriska verk i olika samlingar, vilket inkluderar delar publicerade i "Mansikoita ja mustikoita" 1861 och 1863. Han oversatte även verk och deltog i olika litterära projekt, såsom "Vänrikki Stoolin tarinat" mellan 1867 och 1870.
Flera av Kivis dramer blev väl mottagna, till exempel fick han 1860 pris vid Finska litteratursällskapets dramatiska tävling. Däremot fick hans huvudverk, romanen Sju bröder, mycket hård kritik, och Kivi hann aldrig uppleva den uppskattning boken senare fick och dess roll som förebild för flera andra författare.
Kivis prosa är realistisk, men hans dikter är romantiska. Kivi tillbringade sin produktivaste tid som vuxen författare i Sjundeå på Fanjunkars torp under åren 1864–1871. Där skrev han de kändaste verken såsom Sju bröder i tre olika repriser.
Hela Kivis liv var också en enda strid emot nöd och sjukdomar (dipsomani). Hösten 1870 insjuknade han i en obotlig sinnessjukdom och togs in på Lappvikens sjukhus. Han dog nyårsnatten 1872 i sin bror Alberts stuga Syvälahti vid Tusby träsk.
Aleksis Kivi-dagen den 10 oktober firas som den finska litteraturens dag.

## Eftermäle
Asteroiden 4181 Kivi är uppkallad efter honom.